# Division I i ishockey 1978/1979
Division I i ishockey 1978/1979 var säsongens näst högsta division i ishockey i Sverige. Det var fjärde säsongen efter serieomläggningen där Elitserien skapades och Division I blev andradivision. Divisionen var indelad i fyra regionala serier namngivna efter väderstrecken (norra, västra, östra och södra). Serierna hade tio lag vardera, utom norra med nio, och spelade i 27 (24) omgångar (lagen möttes tre gånger) med undantag för den östra serien där det spelades 36 omgångar (lagen möttes fyra gånger). De fyra främsta lagen i varje serie gick vidare till playoff. Vinnarna av playoff gick vidare till Kvalserien till Elitserien. De två sista lagen i varje serie flyttades ner till Division II. Från Division II kvalade lagen för att ta dessa platser.

## Deltagande lag
Sedan förra säsongen hade Timrå och Södertälje flyttats ner från Elitserien. Nya lag från Division II var Nynäshamn, Rommehed (från Borlänge), Skövde, Troja (Ljungby), Viking (Hagfors) och Westmannia (Köping). Sundsvall hade egentligen åkt ur serien men samtliga Division II-lag som kvalificerat sig för Division I Norra tackade till slut nej till att delta så Sundsvall fick vara kvar.
KB Karlskoga hade splittrats sedan förra säsongen och ishockeyn bildat en egen förening vid namn Bofors IK. Boro/Landsbro hade gått samman med Vetlanda HC och bildat Boro/Vetlanda.
| Division I Norra                                                                                                |
| --- |
| BBK/Björns Groko Hockey IFK Kiruna Kiruna AIF Kågedalens AIF▲ Piteå IF Sundsvall/Tunadals IF Tegs SK Timrå IK ▼ |

| Division I Västra                                                                                            |
| --- |
| Bofors IK Fagersta AIK Falu IF Grums IK IK Rommehed ▲ IK Viking ▲ Ludvika HC Malungs IF Mora IK Strömsbro IF |

| Division I Östra |
| --- |
| Almtuna IS Hammarby IF Huddinge IK IK Westmannia ▲ Linköpings HC NSA-76 Nynäshamns IF ▲ Södertälje SK ▼ Väsby IK Västerås IK |

| Division I Södra                                                                                                   |
| --- |
| Boro/Vetlanda HC Halmstads HK HV71 IF Troja ▲ IFK Bäcken Karlskrona IK Malmö IF Nybro IF Skövde IK ▲ Tingsryds AIF |

## Grundserier

### Division I Norra
Division II-laget Medle SK hade valt att hoppa av serien trots att de kvalificerat sig. Det gjorde att serien endast hade nio lag och därmed också bara en nedflyttningsplats. 
Den platsen gick till Teg som bara vann en enda match under säsongen. Även i toppen av serien var resultatet tydligt och klart långt innan säsongen var över. Det tidigare elitserielaget Timrå var favoriter och visade tidigt sin styrka. Under hela säsongen förlorade man bara två matcher, båda gångerna mot Kiruna AIF borta – det andra laget i toppen av serien. Det fanns ytterligare två platser till playoff och de togs av Bodenlaget BBK/Björns samt Luleålaget Groko. Sedan var det ett ganska stort avstånd, 8 poäng, till Piteå och därefter IFK Kiruna som tappat både spelare och tränare sedan förra säsongen. Kiruna AIF:s Mikael Andersson vann poängligan med 48 (26+20) poäng.
| Nr | Lag                   | S  | V  | O | F  | GM  | IM  | MS   | P  |
| -- | --------------------- | -- | -- | - | -- | --- | --- | ---- | -- |
| 1  | Timrå IK              | 24 | 21 | 1 | 2  | 165 | 68  | +97  | 43 |
| 2  | Kiruna AIF            | 24 | 18 | 2 | 4  | 178 | 67  | +111 | 38 |
| 3  | BBK/Björns            | 24 | 14 | 3 | 7  | 128 | 94  | +34  | 31 |
| 4  | Groko Hockey          | 24 | 13 | 4 | 7  | 122 | 105 | +17  | 30 |
| 5  | Piteå IF              | 24 | 9  | 4 | 11 | 119 | 126 | −7   | 22 |
| 6  | IFK Kiruna            | 24 | 9  | 3 | 12 | 90  | 124 | −34  | 21 |
| 7  | Kågedalens AIF        | 24 | 7  | 2 | 15 | 85  | 135 | −50  | 16 |
| 8  | Sundsvall/Tunadals IF | 24 | 6  | 0 | 18 | 81  | 144 | −63  | 12 |
| 9  | Tegs SK               | 24 | 1  | 1 | 22 | 57  | 162 | −105 | 3  |

### Division I Västra
Favoriterna Mora vann överlägset denna säsong och deras tränare Nils Carlsson klagade över motståndet. Han menade att endast 4–5 lag höll bra klass och att man förlorade tempo på att spela mot många dåliga lag. På andra plats kom Bofors som år efter år var med i toppen trots att de varje år också förlorade sina bästa spelare till andra lag. De andra två platserna i playoff togs av Fagersta och Strömsbro (från Gävle), sedan var det sju poäng ner till nästa lag. Då var dramatiken större kring nedflyttningsplatserna. Rommehed och Grums låg sämst till efter att halva serien spelats, men sedan vände lyckan för Rommehed och de kunde passera Ludvika som istället blev det lag som fick följa med Grums till Division II. Moras Mats Götting vann poängligan med 49 (30+19) poäng.
| Nr | Lag          | S  | V  | O | F  | GM  | IM  | MS   | P  |
| -- | ------------ | -- | -- | - | -- | --- | --- | ---- | -- |
| 1  | Mora IK      | 27 | 22 | 1 | 4  | 207 | 93  | +114 | 45 |
| 2  | Bofors IK    | 27 | 18 | 2 | 7  | 163 | 91  | +72  | 38 |
| 3  | Fagersta AIK | 27 | 17 | 2 | 8  | 120 | 107 | +13  | 36 |
| 4  | Strömsbro IF | 27 | 16 | 3 | 8  | 146 | 114 | +32  | 35 |
| 5  | Falu IF      | 27 | 13 | 2 | 12 | 106 | 104 | +2   | 28 |
| 6  | IK Viking    | 27 | 9  | 3 | 15 | 95  | 122 | −27  | 21 |
| 7  | Malungs IF   | 27 | 9  | 2 | 16 | 85  | 123 | −38  | 20 |
| 8  | IK Rommehed  | 27 | 8  | 3 | 16 | 85  | 138 | −53  | 19 |
| 9  | Ludvika HC   | 27 | 4  | 7 | 16 | 97  | 137 | −40  | 15 |
| 10 | Grums IK     | 27 | 6  | 1 | 20 | 91  | 166 | −75  | 13 |

### Division I Östra
Även denna säsong möttes lagen fyra gånger, d.v.s. man spelade 36 omgångar. Resultatmässigt dominerade Huddinge genom hela serien och slutade med tretton poängs marginal till tvåan Södertälje. Laget började med nio bortamatcher i väntan på den nya ishallen. Totalt förlorade man bara fyra matcher. Tvåan Södertälje hade lyckats ta sig förbi Hammarby i sista omgången genom seger mot Nynäshamn med 15–2 samtidigt som Hammarby förlorade mot Huddinge med 1–3. Sista playoffplatsen gick till Västerås IK efter en avgörande match mot Almtuna i sista omgången som man vann med 6–1. I botten var Nynäshamn klart sist och avslutade säsongen med femton raka förluster. Den andra nerflyttningsplatsen stod mellan Linköping och Westmannia och avgjordes i sista omgången. Linköping vann med 8–5 och höll sig kvar i Division I på bättre målskillnad. Poängligan vanns av Huddinges Kent Johansson med 65 (39+26) poäng.
| Nr | Lag           | S  | V  | O | F  | GM  | IM  | MS   | P  |
| -- | ------------- | -- | -- | - | -- | --- | --- | ---- | -- |
| 1  | Huddinge IK   | 36 | 30 | 2 | 4  | 224 | 121 | +103 | 62 |
| 2  | Södertälje SK | 36 | 23 | 3 | 10 | 242 | 135 | +107 | 49 |
| 3  | Hammarby IF   | 36 | 21 | 6 | 9  | 150 | 99  | +51  | 48 |
| 4  | Västerås IK   | 36 | 21 | 2 | 13 | 179 | 133 | +46  | 44 |
| 5  | Almtuna IS    | 36 | 19 | 5 | 12 | 164 | 131 | +33  | 43 |
| 6  | Väsby IK      | 36 | 19 | 2 | 15 | 184 | 161 | +23  | 40 |
| 7  | NSA-76        | 36 | 9  | 7 | 20 | 139 | 179 | −40  | 25 |
| 8  | Linköpings HC | 36 | 8  | 3 | 25 | 109 | 201 | −92  | 19 |
| 9  | IK Westmannia | 36 | 8  | 3 | 25 | 155 | 277 | −122 | 19 |
| 10 | Nynäshamns IF | 36 | 4  | 3 | 29 | 96  | 205 | −109 | 11 |

### Division I Södra
I den södra serien överraskade Karlskrona med att ta hem segern. Förra året höll de sig kvar i serien med ett nödrop och med nästan samma lag vann de nu samma serie. Ny var tränaren Timo Lahtinen och två nyförvärv från Finland: Risto Kerminen och Harri Rindell. Kvar i laget sedan tidigare var tre bröder Loob: Peter, Jan och Håkan. Efter Karlskrona i tabellen kom Jönköpingslaget HV71 med nye tränaren Dan Hobér. Nybro tog tredjeplatsen och blev återigen det lag som släppte in minst antal mål. Den fjärde platsen till playoff togs av Malmö i näst sista omgången då man besegrade överraskningen Troja på deras hemmaplan i Ljungby. Halmstad klarade sig undan nedflyttning men vann återigen utvisningsligan. Boro, som tappat många spelare, och nykomlingarna Skövde flyttades ner till Division II. Malmös Krister Bergström vann poängligan med 39 (23+16) poäng.
| Nr | Lag              | S  | V  | O | F  | GM  | IM  | MS   | P  |
| -- | ---------------- | -- | -- | - | -- | --- | --- | ---- | -- |
| 1  | Karlskrona IK    | 27 | 16 | 6 | 5  | 121 | 89  | +32  | 38 |
| 2  | HV71             | 27 | 17 | 3 | 7  | 144 | 92  | +52  | 37 |
| 3  | Nybro IF         | 27 | 16 | 2 | 9  | 133 | 75  | +58  | 34 |
| 4  | Malmö IF         | 27 | 15 | 2 | 10 | 112 | 94  | +18  | 32 |
| 5  | IF Troja         | 27 | 11 | 5 | 11 | 125 | 102 | +23  | 27 |
| 6  | IFK Bäcken       | 27 | 12 | 3 | 12 | 130 | 123 | +7   | 27 |
| 7  | Tingsryds AIF    | 27 | 12 | 1 | 14 | 109 | 113 | −4   | 25 |
| 8  | Halmstads HK     | 27 | 7  | 7 | 13 | 99  | 137 | −38  | 21 |
| 9  | Skövde IK        | 27 | 7  | 1 | 19 | 113 | 154 | −41  | 15 |
| 10 | Boro/Vetlanda HC | 27 | 6  | 2 | 19 | 91  | 198 | −107 | 14 |

## Playoff
De fyra främsta lagen från varje grundserie gick vidare till playoff som avgjordes genom cupspel där totalt fyra lag gick vidare till kvalserien. Lagen möttes i två matcher, en borta och en hemma, för att avgöra vem som gick vidare. Oavgjorda matcher avgjordes med sudden death. Om lagen vann en match vardera spelades en tredje omspelsmatch för att avgöra vem som gick vidare.

### Norra/Östra gruppen
Södertälje och Huddinge vann kvalet och gick vidare till kvalserien. För Södertäljes del var marginalerna små. Både Boden och Timrå tvingade fram omspelsmatcher och en match mot Boden och en match mot Timrå avgjordes med sudden death. Även Västerås tvingade fram en omspelsmatch mot Kiruna AIF och Hammarby en förlängning mot Timrå.
|  | Playoff 1     | Playoff 1     | Playoff 1  | Playoff 1 |             |             | Playoff 2 | Playoff 2 | Playoff 2 | Playoff 2 |  |  |  |  |  |  |
|  |               |               |            |           |             |             |           |           |           |           |  |  |  |  |  |  |
|  | 0             |               |            |           |             |             |           |           |           |           |  |  |  |  |  |  |
|  |               |               |            |           |             |             |           |           |           |           |  |  |  |  |  |  |
|  | Timrå IK      | Timrå IK      | 6          | 7         |             |             |           |           |           |           |  |  |  |  |  |  |
|  | Timrå IK      | Timrå IK      | 6          | 7         | 0           |             |           |           |           |           |  |  |  |  |  |  |
|  | Hammarby IF   | Hammarby IF   | 3          | 6         |             |             |           |           |           |           |  |  |  |  |  |  |
|  | Hammarby IF   | Hammarby IF   | 3          | 6         | Timrå IK    | 6           | 4         | 6         |           |           |  |  |  |  |  |  |
|  | 0             |               |            |           | Timrå IK    | 6           | 4         | 6         |           |           |  |  |  |  |  |  |
|  |               | Södertälje SK | 4          | 5         | 7           |             |           |           |           |           |  |  |  |  |  |  |
|  | Södertälje SK | Södertälje SK | 4          | 5         | 7           | 1           | 6         | 4         |           |           |  |  |  |  |  |  |
|  | Södertälje SK |               |            |           |             | 1           | 6         | 4         |           |           |  |  |  |  |  |  |
|  | BBK/Björns    | 5             | 5          | 2         |             |             |           |           |           |           |  |  |  |  |  |  |
|  | BBK/Björns    | 5             | 5          | 2         |             |             |           |           |           |           |  |  |  |  |  |  |
|  | 0             |               |            |           |             |             |           |           |           |           |  |  |  |  |  |  |
|  |               |               |            |           |             |             |           |           |           |           |  |  |  |  |  |  |
|  | Huddinge IK   | Huddinge IK   | 7          | 12        |             |             |           |           |           |           |  |  |  |  |  |  |
|  | Huddinge IK   | Huddinge IK   | 7          | 12        | 0           |             |           |           |           |           |  |  |  |  |  |  |
|  | Groko Hockey  | Groko Hockey  | 3          | 3         |             |             |           |           |           |           |  |  |  |  |  |  |
|  | Groko Hockey  | Groko Hockey  | 3          | 3         | Huddinge IK | Huddinge IK | 9         | 3         |           |           |  |  |  |  |  |  |
|  | 0             |               |            |           | Huddinge IK | Huddinge IK | 9         | 3         |           |           |  |  |  |  |  |  |
|  |               | Kiruna AIF    | Kiruna AIF | 2         | 2           |             |           |           |           |           |  |  |  |  |  |  |
|  | Kiruna AIF    | Kiruna AIF    | Kiruna AIF | 2         | 2           | 3           | 4         | 4         |           |           |  |  |  |  |  |  |
|  | Kiruna AIF    |               |            |           |             | 3           | 4         | 4         |           |           |  |  |  |  |  |  |
|  | Västerås IK   | 4             | 2          | 0         |             |             |           |           |           |           |  |  |  |  |  |  |
|  | Västerås IK   | 4             | 2          | 0         |             |             |           |           |           |           |  |  |  |  |  |  |

Huddinge och Södertälje vidare till Kvalserien.

### Västra/Södra gruppen
Bofors och HV71 gick genom playoff med fyra raka segrar var och vidare till kvalserien. HV71 hade inte gjort någon imponerande grundserie. Ett tag såg det t.o.m. ut som om de inte ens skulle nå playoff, men väl där så var de ett helt annat lag. Störst dramatik stod matchserien mellan Mora och Nybro för. Mora inledde första matchen med hela 10–0, men förlorade sedan i Victoriahallen. I omspelsmatchen tvingade Nybro fram sudden death där Mora till slut satte det vinnande målet. Även Fagersta spelade till sig omspel mot Karlskrona.
|  | Playoff 1     | Playoff 1     | Playoff 1     | Playoff 1 |           |           | Playoff 2 | Playoff 2 | Playoff 2 | Playoff 2 |  |  |  |  |  |  |
|  |               |               |               |           |           |           |           |           |           |           |  |  |  |  |  |  |
|  | 0             |               |               |           |           |           |           |           |           |           |  |  |  |  |  |  |
|  |               |               |               |           |           |           |           |           |           |           |  |  |  |  |  |  |
|  | Bofors IK     | Bofors IK     | 8             | 5         |           |           |           |           |           |           |  |  |  |  |  |  |
|  | Bofors IK     | Bofors IK     | 8             | 5         | 0         |           |           |           |           |           |  |  |  |  |  |  |
|  | Malmö IF      | Malmö IF      | 4             | 4         |           |           |           |           |           |           |  |  |  |  |  |  |
|  | Malmö IF      | Malmö IF      | 4             | 4         | Bofors IK | Bofors IK | 9         | 6         |           |           |  |  |  |  |  |  |
|  | 0             |               |               |           | Bofors IK | Bofors IK | 9         | 6         |           |           |  |  |  |  |  |  |
|  |               | Karlskrona IK | Karlskrona IK | 0         | 3         |           |           |           |           |           |  |  |  |  |  |  |
|  | Karlskrona IK | Karlskrona IK | Karlskrona IK | 0         | 3         | 7         | 2         | 6         |           |           |  |  |  |  |  |  |
|  | Karlskrona IK |               |               |           |           | 7         | 2         | 6         |           |           |  |  |  |  |  |  |
|  | Fagersta AIK  | 2             | 3             | 2         |           |           |           |           |           |           |  |  |  |  |  |  |
|  | Fagersta AIK  | 2             | 3             | 2         |           |           |           |           |           |           |  |  |  |  |  |  |
|  | 0             |               |               |           |           |           |           |           |           |           |  |  |  |  |  |  |
|  |               |               |               |           |           |           |           |           |           |           |  |  |  |  |  |  |
|  | Mora IK       | 10            | 5             | 4         |           |           |           |           |           |           |  |  |  |  |  |  |
|  | Mora IK       | 10            | 5             | 4         | 0         |           |           |           |           |           |  |  |  |  |  |  |
|  | Nybro IF      | 0             | 6             | 3         |           |           |           |           |           |           |  |  |  |  |  |  |
|  | Nybro IF      | 0             | 6             | 3         | Mora IK   | Mora IK   | 5         | 3         |           |           |  |  |  |  |  |  |
|  | 0             |               |               |           | Mora IK   | Mora IK   | 5         | 3         |           |           |  |  |  |  |  |  |
|  |               | HV71          | HV71          | 7         | 6         |           |           |           |           |           |  |  |  |  |  |  |
|  | HV71          | HV71          | HV71          | 7         | 6         | 10        | 4         |           |           |           |  |  |  |  |  |  |
|  | HV71          | HV71          |               |           |           |           | 4         |           |           |           |  |  |  |  |  |  |
|  | Strömsbro IF  | Strömsbro IF  | 2             | 3         |           |           |           |           |           |           |  |  |  |  |  |  |
|  | Strömsbro IF  | Strömsbro IF  | 2             | 3         |           |           |           |           |           |           |  |  |  |  |  |  |

Bofors och HV71 vidare till Kvalserien.

## Kval till Division I
Kvalet till Division I spelades denna säsong i åtta kvalgrupper, där två lag möttes i en matchserie för att avgöra vem som skulle flyttas upp.
Kvalgrupp I
- Järveds IF–Bureå IF 6–1
- Bureå–Järved 7–10

Järved  uppflyttade till Division I.
Kvalgrupp II
- CRIF–Östersunds IK 4–2
- Östersunds IK–CRIF 5–6

CRIF  uppflyttade till Division I.
Kvalgrupp III
- Hofors IK–Mariestad BoIS 5–4
- Mariestads BoIS–Hofors IK 5–6

Hofors  uppflyttade till Division I.
Kvalgrupp IV
- Tibro IK–Gävle GIK/Åbyggeby IK 10–4
- Gävle/Åbyggeby IK–Tibro IK 7–4
- Tibro IK-Gävle/Åbyggeby IK 5–2

Tibro  uppflyttade till Division I.
Kvalgrupp V
- Avesta BK–IK Vita Hästen 4–2
- IK Vita Hästen–Avesta BK 4–7

Avesta  uppflyttade till Division I.
Kvalgrupp VI
- Åkers IF–Norrtälje IK 4–3
- Norrtälje IK–Åkers IF 1–4

Åkers IF  uppflyttade till Division I.
Kvalgrupp VII
- Gislaveds SK–Rögle BK 5–4
- Rögle BK–Gislaveds SK 2–3

Gislaved  uppflyttade till Division I.
Kvalgrupp VIII
- Mörrums GIS–Tranås AIF 2–3
- Tranås AIF–Mörrums GIS 4–5
- Mörrums GIS–Tranås AIF 4–2

Mörrum  uppflyttade till Division I.